# Buzukiv (Stepankî), Cerkasî
Buzukiv (în ucraineană Бузуків) este un sat în comuna Stepankî din raionul Cerkasî, regiunea Cerkasî, Ucraina.

## Demografie
Componența lingvistică a localității Buzukiv
     Ucraineană (98,32%)
     Rusă (1,68%)
Conform recensământului din 2001, majoritatea populației localității Buzukiv era vorbitoare de ucraineană (98,32%), existând în minoritate și vorbitori de rusă (1,68%).